# Pseudocythere moneroni
Pseudocythere moneroni is een mosselkreeftjessoort uit de familie van de Bythocytheridae. De wetenschappelijke naam van de soort is voor het eerst geldig gepubliceerd in 1981 door Schornikov.